# Marek Mużelak
Marek Mużelak (ur. 1956) – polski hokeista grający na pozycji napastnika, reprezentant kraju.

## Przebieg kariery
- KTH Krynica: 1973-1976
- ŁKS Łódź: 1976-1977
- Legia Warszawa: 1978-1979
- ŁKS Łódź: 1979-1981
- GKS Tychy: 1982-1983
- KTH Krynica: 1985-1986